# والتر أرنولد
والتر أرنولد (و. 1909 – 1979 م) هو نحات، وسياسي، وأستاذ جامعي من ألمانيا الشرقية، والرايخ الألماني، ولد في لايبزيغ، كان عضوًا في الأكاديمية الألمانية للعلوم في برلين، توفي في درسدن، عن عمر يناهز 70 عاماً.

## جوائز
حصل على جوائز منها:
- نيشان كارل ماركس
- الجائزة الوطنية لجمهورية ألمانيا الديمقراطية
- راية العمل [الإنجليزية]‏
- وسام الاستحقاق الوطني الفضي